# Anton Zorko
Anton Zorko (ilegalno ime Zvone), slovenski novinar, * 21. maj 1920, Ptuj, † 12. avgust 2007, Ljubljana.
Zorko je leta 1940 končal gimnazijo na Ptuju. V NOB je sodeloval od 1944. Med drugim je vodil partizansko tehniko Mernik na Pohorju. V letih 1946−1982 je bil zaposlen na Radiu Slovenija in opravljal dela urednik, komentatorja in pomočnika programskega direktorja. Bil pa je tudi dopisnik iz Beograda (1949-1952) in Dunaja (1964-1968, 1972-1976). Področje Zorkovega novinarskega delovanja je zajemalo predvsem gospodarstvo in notranjo politiko, pomembno pa je bilo tudi njegovo pisanje o slovenski manjšini v Avstriji in Italiji.